# George Herbert Walker III
George Herbert Walker III (Saint Louis, Missouri, 1931. március 16. – Saint Louis, Missouri, 2020. január 19.)  az Amerikai Egyesült Államok magyarországi nagykövete 2003 és 2006 között.

## Pályafutása
1953-ban végzett a Yale Egyetemen, és 1956-ban a Harvard Egyetem Jogi Karán szerzett diplomát. 1956-tól 1958-ig ügyvédként az Egyesült Államok Légierejénél szolgált.
Üzleti pályáját 1958-ban kezdte nagyapja cégénél a G. H. Walker & Co.-nál. 1972-ben a G. H. Walker Laird elnökévé választották. 1976-tól a Stifel, Nicolaus & Companynél dolgozott. 1979 és 1993 között a cég elnökeként és vezérigazgatójaként tevékeny szerepe volt a cég 1983-as tőzsdére vitelében (Stifel Financial Corporation) néven.
1974-től kezdődően a Webster Egyetem igazgatótanácsának tagja volt.
2003. szeptember 30-án tette le hivatali esküjét, mint az Egyesült Államok magyarországi nagykövete. A posztot 2006. augusztus 4-ig töltötte be.

## Magánélete
Nős, felesége Carol Banta, nyolc gyermekük és tizenhárom unokájuk van.
Az idősebb Bush elnök unokatestvére.